# Cultura underground
Il termine cultura underground (o semplicemente underground) definisce un ampio insieme di pratiche e di identità accomunate dall'intento di porsi in antitesi e/o in alternativa alla cultura di massa o alla cultura popolare. Il termine fu utilizzato per la prima volta da Marcel Duchamp, in una famosa conferenza a Filadelfia nel 1961, nella quale dichiarò programmaticamente che l'Arte dovesse andare in clandestinità ("will go underground"), indicando la via per l'utilizzo del termine underground.
Nel mondo anglosassone, il termine "underground" ("sottosuolo") indicava una "rete sotterranea di resistenza" e venne utilizzato nel XIX secolo con le Underground Railroads, reti clandestine di case sicure per affrancare gli schiavi in fuga dal Sud degli Stati Uniti. Analogamente, si definì nello stesso modo il network che facilitava la fuga in Canada dei giovani statunitensi che rifiutavano il servizio di leva durante la guerra del Vietnam. Il termine venne anche utilizzato per indicare i movimenti di resistenza europei durante la seconda guerra mondiale ("The Undergrounds").

## La cultura underground negli anni sessanta / settanta
Sebbene la definizione contemporanea di cultura underground nasca negli anni cinquanta, essa viene solitamente riferita all'area creativa della controcultura giovanile, alternativa e contrapposta alla cultura ufficiale che si sviluppò negli Stati Uniti e in Europa nella metà degli anni sessanta. L'underground fu una rete di gruppi teatrali, laboratori artistici, cineclub, spazi sociali a gestione comunitaria, librerie, case editrici, riviste politiche e letterarie, etichette discografiche indipendenti, negozi di abbigliamento usato, circoli culturali...,  che si diffusero prima negli Stati Uniti, poi in alcuni paesi europei sulla scia della cultura beat, del movimento studentesco e del movimento hippy. Sebbene spesso non esistessero collegamenti reali e duraturi tra tali realtà, nate e sviluppatesi in modo informale e legate alla dimensione locale entro cui agivano, esse erano accomunate dal progetto di costruzione di una "società parallela".
La cultura underground si sviluppò all'interno di società del capitalismo avanzato in un'epoca in cui l'industria culturale subiva forti trasformazioni per lo sviluppo dei mezzi di comunicazione di massa; in risposta a tali mutamenti la cultura underground proponeva un utilizzo alternativo degli stessi mezzi di comunicazione atti alla diffusione di stili e princìpi di vita differenti da quelli della società ufficiale.
Per estensione, la definizione di cultura underground venne in seguito utilizzata per indicare numerose reti sottoculturali alternative ai canali ufficiali (punk, cyberpunk, ravers, alternative hip hop, ecc).

## La cultura underground negli anni ottanta / novanta
A partire dagli  anni ottanta la cultura underground si confronta con le nuove tecnologie, sviluppando, di fatto, i primi esperimenti collegati all'utilizzo di internet, alla multimedialità e ai nuovi linguaggi espressivi. È questo il caso della Chiesa dell'Elettrosofia fondata da Robert Croschicki e Massimo Di Felice con le sperimentazioni di feedback video e i primi montaggi video realizzati su piattaforme Mac, e della nascita del Cyberpunk.
Sulla scia delle esperienze newyorkesi di Keith Haring e di artisti apolidi giunti in Italia come Norman Mc Laren, scoppia il boom dell'Arte di strada, ulteriore evoluzione della cultura del Graffitismo, ormai entrata di diritto nell'arte ufficiale. È in questa area che si muovono artisti di strada di livello come Sten Lex o Bob Rock, Bros, Tresoldi, artisti esterni come Mauro Gottardo, Mario Pischedda e i bolognesi d'adozione  Blu e Ericailcane.
Durante gli anni novanta proseguì la sperimentazione di nuovi canoni. Il grado raggiunto rappresentò la massima, nonché definitiva espressione della controcultura.

## Lacultura undergroundin Italia e nel mondo
In Italia la cultura underground ebbe indiscutibili meriti nel diffondere le nuove tendenze dell'arte e della cultura contemporanea: dalla psichedelia alle filosofie orientali, dalla fantascienza alla letteratura beat. Rilevante fu l'esperienza della rivista milanese Mondo beat (1965-1966), accanto alla nascita dei primi gruppi hippy. In Italia e Francia esercitò una certa influenza anche il movimento situazionista, all'interno del quale convivevano sia la teoria rivoluzionaria che le azioni dirette di provocazione pubblica.
Ma al contrario di quanto accadeva negli Stati Uniti, in cui la componente creativa e quella politica del movimento studentesco procedettero strettamente connesse, in Italia il Sessantotto rappresentò un momento di rottura tra l'identità del movimento politico e quella delle culture alternative, che si trovarono contrapposte: da una parte, infatti, il movimento studentesco si diresse verso un irrigidimento su posizioni ideologhe filo-marxiste, dall'altro le culture underground assunsero una piega artistica e visionaria, ripiegando ai margini del movimento contestatario.
Significativa, per la cultura underground italiana fu la pubblicazione nel 1971 della prima mappa della scena underground italiana, il libro Ma l'amor mio non muore. Origini, documenti, strategia della "cultura alternativa" e dell'underground in Italia (Arcana Editrice) a cui seguì "Dalle Alpi alle Piramidi" (Arcana Editrice).
Importanti per il movimento alternativo le varie guide che vennero, in quel periodo, pubblicate e fatte circolare quasi esclusivamente nel circuito underground, tra cui: come coltivare la marijuana, come realizzare una radio libera, i manuali di autodifesa negli scontri di piazza, ecc. Molto attiva a pubblicare questo tipo di manuali la viterbese Stampa Alternativa, che lancerà anche la collana Millelire, capace, grazie al prezzo contenuto, di garantire tirature elevatissime.
Nel corso degli anni settanta in Italia avvenne una parziale ricomposizione tra la tendenza politica e quella creativa che sfociò nel movimento del '77.

### La stampa underground in Italia
Il circuito delle riviste underground in Italia fu vasto ed articolato. Periodo fondamentale quello che si sviluppa tra il 1967 e il 1977: tra le testate che meritano essere ricordate, oltre il già citato Mondo beat anche Pianeta fresco, Re Nudo, Paria, Tampax, Roman high Roma sotto (poi Fallo!), L'Arca, Buco, Get Ready, King Kong (in cui muove i primi passi Lorenzo Mattotti), Puzz, Gatti selvaggi, Hit, Hemicromis, P.L.M., A/traverso, Gatto Rosso, Io vorrei, Fuoco, Vomito, Cannibale e lo stesso Frigidaire, vero e proprio fenomeno di mercato, capace di lanciare personaggi come Ranx Xerox e autori come Pazienza, Tamburini, Mattioli, Echaurren.
Molte di queste riviste (stampate in vari modi: offset, eliografia, ciclostile) aderirono alla I.A.P (International Alternative Press), un piccolo sindacato/distribuzione con sede a Milano, attivo tra il 1971 e il 1979 circa.
Gli anni '80 sono stati caratterizzati dalla realizzazione di numerose 'zines musicali e culturali in tutta Italia, ispirate al punk, metal, news wave, dark, oltre ai fan club dei cantanti e dei gruppi musicali più di tendenza del periodo. 
Negli anni '90 c'è stata una rinascita della stampa underground italiana delle cosiddette fanzines. Tra i nomi più rilevanti di queste riviste amatoriali storiche realizzate con successo intorno alla seconda metà degli anni '90, troviamo nomi come Raw Art Fanzine, Jammai, Trippa Shake, Freak Out, Equilibrio Precario.